# Manuela Desvalls i de Vergós
Manuela Desvalls Vergós (El Poal, segle XVII - Vallbona de les Monges, 27 de març de 1743) fou una religiosa del monestir de Vallbona de les Monges. Va ser una significada austriacista durant la Guerra de Successió. Era filla d'Antoni Desvalls i de Castellvell i d'Agnès de Vergós i de Bellafila. Germana del marquès de Poal.

## Biografia
Nascuda a finals del segle xvii, va vestir l'hàbit de religiosa, en el monestir de Santa Maria de Vallbona, des de l'any 1696. Era germana d'Antoni Desvalls, marquès del Poal i de Manel Desvalls, governador de Cardona, ambdós significats austriacistes durant la Guerra de Successió. Antoni i Manuel, l'any 1705, van proclamar rei l'arxiduc Carles d'Àustria, a les comarques de l'Urgell, la Segarra, el Segrià i la Ribagorça, per la qual cosa aquest atorgà a la família Desvalls tota la seva confiança i els premià amb mercès i càrrecs (Antoni, vescomte i després, marquès), Manel (ajudant del príncep Enric de Darmstadt i, al cap de poc, governador).
Malgrat que sovint s'hagi donat molta rellevància a la Plana de Vic en la sublevació catalana contra el d'Anjou, cal no oblidar que les revoltes gairebé foren simultànies, des de la primavera de 1705, a diferents indrets catalans, amb el protagonisme indiscutible dels Desvalls a les comarques de l'interior i de ponent. Manuela confirmà l'exploració de la voluntat i la professió de religiositat els dies 26 i 27 de febrer de 1707, tot i que, al llarg de 1714, es vinculà al cos d'espionatge dels germans Lleonard. Aquests anaven en consonància amb les estratègies militars dels Desvalls per tal de socórrer Barcelona, assetjada pel mariscal francès Berwick.
L'objectiu del grup era interceptar la correspondència a l'enemic, introduir homes a la ciutat, i enviar-hi armes i queviures per resistir. La missió de Manuela, en tant que monja i de família culta, era escriure i copiar missatges i tota mena de papers instigadors per tal de mantenir els ànims a favor de la causa austriacista. Els Desvalls i els Lleonard intentaren alliberar, desesperadament, la capital i les comarques properes, bloquejades pels borbònics, durant tot l'estiu del 1714. Una vegada i una altra toparen amb l'exèrcit de les dues corones que desencadenà contra ells un desgast brutal, de forma sistemàtica, la qual cosa retardava el reclutament de miquelets, com el marquès de Poal mateix ho reflectí mitjançant la seva correspondència amb el Consell de Cent.
La gana i la misèria agreujaren la situació. El general Moragues escrivia a Poal advertint-lo d'aquestes dificultats i de no poder enviar-li més soldats. Malgrat la victòria austriacista de Talamanca (13 i 14 d'agost) i la posterior i esporàdica entrada dels Desvalls a Barcelona, la contraofensiva borbònica fou implacable, davant d'un resistencialisme català en solitud, abandonat pels britànics i ambíguament alimentat per l'emperador Carles VI. Finalment, els Desvalls retornaren a Cardona i resistiren en el castell fins al 18 de setembre. Amb la imposició de la Nova Planta, els seus béns foren segrestats per l'administració de Felip V i s'exiliaren a Viena.
Un cop acabada la guerra, Manuela, des del monestir de Vallbona, continuà escrivint papers estimuladors de la resistència i de no acceptació del Tractat d'Utrecht (1713), desafiant la repressió borbònica. D'entre els seus lectors hi havien alguns nobles austriacistes amagats en el castell de Rocafort. Un d'ells era el cronista Francesc de Castellví, el qual apostà per una línia de persistència combativa, molt diferent a la del seu germà, Joan Basili de Castellví, ben aposentat a la cort vienesa, al costat de l'emperador. Fins a l'any 1718 trobem dades d'aquesta monja escrivint a favor de l'austriacisme, moment que la batussa borbònica empresonà gran part dels seus seguidors. L'anonimat dels textos, per temor a les represàlies, dificulta la identificació dels seus escrits i còpies. Sabem que continuà com a bossera del monestir durant la dècada de 1730 i morí l'any 1743.